# Pinus torreyana
Pinus torreyana Parry ex Carrière – gatunek drzewa iglastego z rodziny sosnowatych (Pinaceae Lindl.).

## Morfologia
PokrójKorona drzewa zaokrąglona, do płaskiej lub nieregularnej.
PieńOsiąga 15 m wysokości, rzadko dorasta do 23 m. Przeważnie skręcony i pochyły.
LiścieIgły zebrane przeważnie po 5 na krótkopędzie i długości 15–30 cm. Proste lub skrzywione, delikatnie skręcone.
SzyszkiSzyszki męskie długości 20–30 mm, owalne, żółte. Szyszki żeńskie są długości 10–15 cm.

## Systematyka i zmienność
Pozycja gatunku w obrębie rodzaju Pinus:
- podrodzaj Pinus
  - sekcja Trifoliae
    - podsekcja Ponderosae
      - gatunek P. torreyana

Wyróżnia się dwie odmiany (traktowane czasem jako podgatunki):
- Pinus torreyana  var. torreyana – odmiana typowa
- Pinus torreyana var. insularis

## Zagrożenia
Roślina umieszczona w Czerwonej księdze gatunków zagrożonych w grupie gatunków zagrożonych (kategoria zagrożenia; VU).